# Оксенбург
Оксенбург (нем. Ochsenburg) — посёлок в Австрии, в федеральной земле Нижняя Австрия.
Входит в состав округа Санкт-Пёльтен. Население 380 чел. Занимает площадь 3,71 км². Официальный код — 3 02 01.